# Naki Usagi
Singles de Yuki Maeda
Tokyo You Turn
(2001)
 Naki Usagi  (鳴きうさぎ) est le premier single de Yuki Maeda, sorti le 21 avril 2000 au Japon sous le label Teichiku. Étant un disque de genre musical enka apprécié des plus âgés, il sort aux formats mini-CD (8 cm) et cassette audio. La chanson-titre figurera neuf ans plus tard sur la compilation des singles de la chanteuse, Maeda Yuki Zenkyoku Shū ~Kenchana~ de 2009. 

## Liste des titres
1. Naki Usagi   (鳴きうさぎ?)
2. Naki Usagi (Original Karaoke) (... オリジナルカラオケ?)
3. Naki Usagi (Ippan You Mello Iri Karaoke) (... 一般用メロ入りカラオケ?)
4. Honki de Shikatte  (本気で叱って?)
5. Honki de Shikatte (Original Karaoke) (... オリジナルカラオケ?)